# بدرو بوديب
بدرو بوديب بينيتشي (من مواليد 7 أبريل 2004) هو لاعب كرة قدم يلعب في مركز قلب الدفاع لفريق تحت 23 عامًا في نادي باتشوكا المكسيكي. ولد في المكسيك ويلعب لصالح منتخب لبنان.

## المسيرة الكروية
ولد بدرو في بويبلا بالمكسيك، وبدأ مسيرته المهنية في أكاديمية الشباب لنادي بويبلا المحلي. شارك لأول مرة مع فريق تحت 15 عامًا في أغسطس 2018 في سن 14 عامًا. في يونيو 2023، تمت إعارته إلى أكاديمية ليون للشباب لمدة عام واحد. وعند عودته إلى بويبلا، تعين بدرو قائدًا لفريق تحت 23 عامًا في سن العشرين. وكان قد تعافى من الإصابة التي تعرض لها في بداية بطولة الافتتاحية 2024.
في 9 يناير 2025، وقع بدرو مع نادي باتشوكا، لينضم إلى فريقهم تحت 23 عامًا لموسم فالبطولة الختامية 2025.

## المسيرة الدولية
ولد بدرو في المكسيك، وهو من أصل لبناني، مما يجعله مؤهلاً لتمثيل المكسيك ولبنان على المستوى الدولي. في مارس 2025، تلقى أول استدعاء له للمنتخب الوطني اللبناني لمباراة ودية ضد تيمور الشرقية ومباراة تصفيات كأس آسيا 2027 ضد بروناي. شارك بدرو لأول مرة في 20 مارس 2025، حيث دخل كبديل ضد تيمور الشرقية؛ وسجل هدفًا وقدم تمريرة حاسمة، مما ساعد لبنان على الفوز 4-0.

## أسلوب اللعب
يقف عند 1.93 م (6 قدم 4 (في)، يُعرف بدرو بصلابته الدفاعية وبراعته الجوية. يلعب في المقام الأول كقلب دفاع، وهو قادر أيضًا على اللعب في مراكز دفاعية أخرى.

### دولي
آخر تحديث لعبت المباراة في 25 مارس 2025
.
| المنتخب الوطني | سنة     | التطبيقات | الأهداف |
| -------------- | ------- | --------- | ------- |
| لبنان          | 2025    | 2         | 1       |
| المجموع        | المجموع | 2         | 1       |

تظهر قائمة الأهداف والنتائج لمنتخب لبنان أولاً، ويشير عمود النتيجة إلى النتيجة بعد كل هدف سجله بدرو.
| لا. | تاريخ         | مكان                                | الخصم         | نتيجة | نتيجة | مسابقة |
| --- | ------------- | ----------------------------------- | ------------- | ----- | ----- | ------ |
| 1   | 20 March 2025 | ملعب نادي الخور الرياضي، الخور، قطر | تيمور الشرقية | 2-0   | 4–0   | ودي    |

## روابط خارجية
- الملف الشخصي في Sub Internacional – Liga MX
- بدرو بوديب على فرق كرة القدم الوطنية.كوم
- بدرو بوديب  على سكروي